# Arthur Machado
Arthur Machado, mais conhecido como Machado (Niterói, 1 de janeiro de 1909 — Boa Vista, 20 de fevereiro de 1997), foi um futebolista brasileiro que atuou como zagueiro.

## Carreira
Atuou pela Seleção Brasileira na Copa do Mundo de 1938.
Ao pendurar chuteiras, em 1945, comprou um carro e passou a trabalhar como taxista. Na década de 1980, já aposentado, a fim de residir perto do filho, mudou-se para Boa Vista, cidade onde morreu.

## Títulos
Fluminense
- Campeonato Carioca: 1936, 1937, 1938, 1940 e 1941
- Torneio Municipal: 1938
- Torneio Extra: 1941
- Torneio Início: 1940 e 1941